# Nils Larsson i Östersund
Nils August Larsson (i riksdagen kallad Larsson i Östersund), född 17 mars 1894 i Umeå stadsförsamling, Västerbottens län, död 29 december 1953 i Östersunds församling, Jämtlands län, var en svensk folkskollärare och politiker (socialdemokrat).
Larsson var ledamot av riksdagens andra kammare 1937–1948, invald i Jämtlands läns valkrets samt ledamot av första kammaren från 1949 i Västernorrlands läns och Jämtlands läns valkrets.